# HMS Ardent (H41)
HMS Ardent (H41) là một tàu khu trục lớp A của Hải quân Hoàng gia Anh Quốc. Nó đã phục vụ trong Chiến tranh Thế giới thứ hai tại vùng biển nhà và ngoài khơi bờ biển Na Uy. Nó bị mất sớm trong chiến tranh, sau trận đụng độ ngoài khơi Narvik với các thiết giáp hạm Đức Scharnhorst và Gneisenau vào ngày 8 tháng 6 năm 1940, trong khi hộ tống tàu sân bay Glorious.

## Thiết kế và chế tạo
Ardent được đặt hàng vào ngày 6 tháng 3 năm 1928 tại xưởng tàu của hãng Scotts Shipbuilding and Engineering Company ở Greenock, Scotland trong khuôn khổ Kế hoạch Hải quân 1927. Nó được đặt lườn vào ngày 30 tháng 7 năm 1928, được hạ thủy một năm sau đó vào ngày 26 tháng 6 năm 1929 và đưa ra hoạt động vào ngày 14 tháng 4 năm 1930. Nó được phân về Chi hạm đội Khu trục 3 thuộc Hạm đội Địa Trung Hải; tuy nhiên khi chạy thử máy, tháp pháo số 4 bị phát hiện có khiếm khuyết và Ardent phải quay trở lại Chatham để thay thế. Việc sửa chữa chỉ hoàn tất vào tháng 5, và nó lên đường gia nhập đơn vị tại Malta vào ngày 19 tháng 5.

## Lịch sử hoạt động

### Các hoạt động ban đầu
Từ tháng 6 đến tháng 9 năm 1930, Ardent tiến hành các cuộc thực tập và tham gia chương trình viếng thăm cảng của hạm đội. Tuy nhiên, vào tháng 10, việc tiếp tục bố trí của nó bị gián đoạn do một số khiếm khuyết diễn ra lặp lại. Chiếc tàu khu trục được đưa vào Ụ tàu Hoàng gia tại Malta vào ngày 31 tháng 10 để sửa chữa, và chỉ sẵn sàng cho một cuộc nghiệm thu vào ngày 1 tháng 12. Sang tháng 1 năm 1931, phần phần thủy thủ đoàn bị giảm bớt cho một chương trình sửa chữa kéo dài cho đến tháng 9; trong giai đoạn này nó được đưa về lực lượng dự bị. Sau khi hoàn tất việc sửa chữa, Ardent được cho hoạt động trở lại vào ngày 4 tháng 11, và gia nhập trở lại Chi hạm đội 3 vào tháng 12.
Chiếc tàu khu trục trải qua những năm 1932-1933 tiến hành các cuộc thực tập và thực hiện chương trình viếng thăm cảng độc lập. Nó cũng tham gia các cuộc tập trận phối hợp với Hạm đội Nhà tại Gibraltar vào mùa Xuân mỗi năm. Ardent quay trở về Anh vào tháng 1 năm 1934 trải qua một đợt tái trang bị; từ tháng 3 đến tháng 7 năm 1934 chạy thử máy cùng các nhiệm vụ tại vùng biển nhà trước khi đi sang Malta gia nhập trở lại chi hạm đội. Cho đến hết năm 1935 là những hoạt động thường lệ, ngoại trừ việc tham gia Duyệt binh Hạm đội cùng Hạm đội Địa Trung Hải nhân lễ Đăng quang tại Spithead vào tháng 6.
Ardent tiếp tục được bố trí cùng chi hạm đội trong suốt năm 1936, nhưng vào tháng 8, các hoạt động quân sự của Ý tại Abyssinia cùng với cuộc Nội chiến Tây Ban Nha nổ ra buộc phải nâng cao tình trạng sẵn sàng tác chiến của các con tàu thuộc Hạm đội Địa Trung Hải. Vào ngày 8 tháng 9, Ardent cùng các con tàu khác của chi hạm đội được bố trí nhiệm vụ tuần tra không can thiệp ngoài khơi bờ biển Tây Ban Nha, đồng thời trợ giúp cho công dân Anh tại Tây Ban Nha. Nó quay trở lại Malta vào ngày 17 tháng 10; và sau khi thực hiện một số cuộc thực tập ngoài khơi Malta, Ardent tiếp nối các cuộc tuần tra tại Tây Ban Nha vào ngày 29 tháng 11, bao gồm việc trợ giúp nhân đạo cho những người tị nạn. Các hoạt động này khiến nó luôn bận bịu trong suốt tháng 12 vào kéo dài sang năm 1937.
Trong tháng 1 và tháng 2 năm 1937, Ardent được bố trí như là tàu của Sĩ quan Hải quân Cao cấp tại Barcelona. Đến tháng 3, nó quay trở về Anh và vào ngày 14 tháng 3 đi đến Sheerness cho một đợt tái trang bị, vốn kéo dài cho đến tháng 3 năm 1938 và bao gồm việc lắp đặt thiết bị sonar chống tàu ngầm. Khi hoàn tất nó được phân đến Chi hạm đội Devonport cùng các tàu chị em Codrington và Achates, và chiếc tàu khu trục cũ hơn Broke. Hoàn tất việc chạy thử máy sau nâng cấp trong tháng 4, nó hoạt động với một thủy thủ đoàn rút gọn dưới quyền Tổng tư lệnh Plymouth như một tàu huấn luyện và tàu khu trục khẩn cấp. Ngày 24 tháng 9, quân số của nó được tăng lên và chuẩn bị phục vụ do vụ Khủng hoảng Munich, nhưng đến tháng 10 sự căng thẳng có vẻ lắng dịu nên đến ngày 11 tháng 10 thủy thủ đoàn của nó lại bị rút gọn và nó tiếp nối các nhiệm vụ tại chỗ. Đến ngày 17 tháng 10, chiếc tàu khu trục đi vào xưởng tàu Devonport để sửa chữa. Ardent quay trở lại hoạt động vào ngày 15 tháng 11; đến tháng 12 nó được bố trí đến Devonport huấn luyện Thiếu sinh Hải quân trong lúc vẫn duy trì nhiệm vụ dự phòng khẩn cấp. Đây là nhiệm vụ nó tiếp tục đảm trách trong nữa đầu của năm 1939. Đến tháng 7 nó trải qua một lượt sửa chữa khác, và đến tháng 8 nó di chuyển đến nhiệm sở mới cùng Chi hạm đội 18 để bảo vệ các đoàn tàu vận tải và tuần tra chống tàu ngầm tại eo biển Anh Quốc. Khi nguy cơ chiến tranh ngày càng gần, vào ngày 23 tháng 8 nó được bổ sung đầy đủ quân số và chuẩn bị cho chiến tranh.

### Mở màn Chiến tranh Thế giới thứ hai
Khi Chiến tranh Thế giới thứ hai nổ ra, Ardent gia nhập chi hạm đội tại Portland bảo vệ các đoàn tàu vận tải chuyển quân đầu tiên đi đến Pháp và tuần tra vùng eo biển Anh Quốc. Đến tháng 10, nó được chuyển sang dưới quyền Bộ chỉ huy Tiếp cận phía Tây, nhưng sau đó lại được điều đến Liverpool. Nó khởi hành đi Liverpool vào tháng 1 năm 1940, và bắt đầu được bố trí tại biển Ireland và khu vực Tiếp cận Tây Nam. Ngày 30 tháng 1, nó đang tuần tra về phía Tây Ushant khi nhận được tín hiệu cầu cứu từ chiếc Fowey, vốn đang hộ tống một đoàn tàu vận tải, bị một tàu ngầm U-boat tấn công và đã đánh chìm tàu chở dầu Vaclite. Ardent tiến hành một cuộc truy lùng tàu ngầm U-boat cùng với các tàu khu trục Whitshed và Fowey, tàu khu trục Pháp Valmy phối hợp với máy bay Sunderland thuộc Liên đội 228 của Bộ chỉ huy Duyên hải Không quân Hoàng gia. Chúng cuối cùng đã buộc chiếc tàu ngầm đã tấn công U-55 phải nổi lên mặt nước, nơi nó bị máy bay Anh tấn công và phải tự đánh đắm. 41 thành viên trong số thủy thủ đoàn của nó được Fowey và Whitshed cứu vớt. Ngày hôm sau, Ardent và Whitshed hộ tống cho tàu tuần dương Ajax đi vào Plymouth khi nó quay về sau trận đụng độ với tàu tuần dương Admiral Graf Spee.
Ardent tiếp tục được bố trí tại Khu vực Tiếp cận phía Tây suốt tháng 2 trước khi trải qua tháng 3 hộ tống các đoàn tàu vận tải từ Clyde, Scotland đến Na Uy. Đến tháng 4, nó được chuyển sang Hạm đội Nhà sau khi Đức tấn công Na Uy làm nhiệm vụ hộ tống các đoàn tàu vận tải. Vào ngày 14 tháng 4, chiếc tàu khu trục được bố trí cùng với các tàu chị em Codrington và Achates trong thành phần hộ tống cho đoàn tàu vận tải NP1 chuyển quân đến Na Uy cho kế hoạch đổ bộ lên Narvik. Vào ngày 4 tháng 5, Ardent bị hư hại vòm thiết bị sonar dưới nước và phải quay về Anh để sửa chữa, vốn kéo dài cho ngày 6 tháng 5. Nó quay trở lại phục vụ vào ngày 18 tháng 5, và đến ngày 22 tháng 5 nó hộ tống chiếc tàu chở quân Ulster Prince đưa binh lính đến quần đảo Faroe thay phiên cho Thủy quân Lục chiến Hoàng gia vốn đã đổ bộ xuống đây từ tháng 4 như một phần của Chiến dịch Valentine. Vào ngày 31 tháng 5, nó cùng các tàu khu trục Acasta, Acheron, Highlander và Diana hộ tống cho các tàu sân bay HMS|Ark Royal|91|2}} và Glorious đi từ Clyde đến khu vực bờ biển Na Uy tiến hành các hoạt động không quân hỗ trợ cho Chiến dịch Alphabet, cuộc triệt thoái lực lượng Đồng Minh khỏi Na Uy. Nó tiếp tục hộ tống các tàu sân bay trong suốt đầu tháng 6, trừ một giai đoạn tiếp nhiên liệu tại Harstad.

### Trận chiến sau cùng
Ardent được cho tách ra khỏi Ark Royal vào ngày 8 tháng 6 để gia nhập cùng Acasta hộ tống cho Glorious quay trở lại Scapa Flow. Trên đường đi, chúng bị các thiết giáp hạm Đức Scharnhorst và Gneisenau phát hiện. Ardent và Acasta rải một làn khói bảo vệ để che giấu các con tàu Anh, rồi tấn công đối phương bằng dàn pháo chính 4,7 in (120 mm), vốn không hiệu quả do mục tiêu ở cách xa. Cho dù phải chịu đựng hỏa lực mạnh từ những khẩu pháo lớn hơn nhiều của Đức, Ardent tung một đợt tấn công bằng ngư lôi; nó xoay xở bắn trúng đối thủ một phát đạn pháo 4,7 inch duy nhất, nhưng cũng liên tục trúng đạn pháo đối phương. Ardent cuối cùng bị lật úp và chìm với tổn thất nhân mạng gồm 10 sĩ quan và 142 thủy thủ. Acasta và Glorious cũng bị đánh chìm trong trận chiến. Chỉ có hai người còn sống sót của Ardent được một thủy phi cơ Đức cứu vớt năm ngày sau đó; một trong hai người sau đó qua đời do vết thương, để lại Roger Hooke là người sống sót duy nhất. Cuối cùng ông cũng được cho hồi hương vào năm 1943 do hoàn cảnh bệnh tật.